# أتسوشي
أتسوشي (باليابانية: ATSUSHI) هو كاتب أغاني ومغني وموسيقي ياباني، ولد في 30 أبريل 1980 في كوشيغايا في اليابان.

## وصلات خارجية
- الموقع الرسمي
- أتسوشي على موقع ميوزك برينز (الإنجليزية)
- أتسوشي على موقع ديسكوغز (الإنجليزية)